# Musée ethnographique de Crimée
Le musée ethnographique de Crimée (Крымский этнографический музей) est un musée situé à Simféropol en Crimée, fondé en 1992. L'édifice qu'il abrite est classé au patrimoine culturel. Il se trouve 18 rue Pouchkine.

## Histoire
Le musée est fondé en 1992 comme succursale du musée central de Tauride et obtient en septembre 2009 son indépendance juridique.
En 2019, l'édifice du musée fête ses 150 ans. C'était à l'origine un foyer de jeunes filles orphelines placé sous le patronage de la comtesse Adlerberg.  

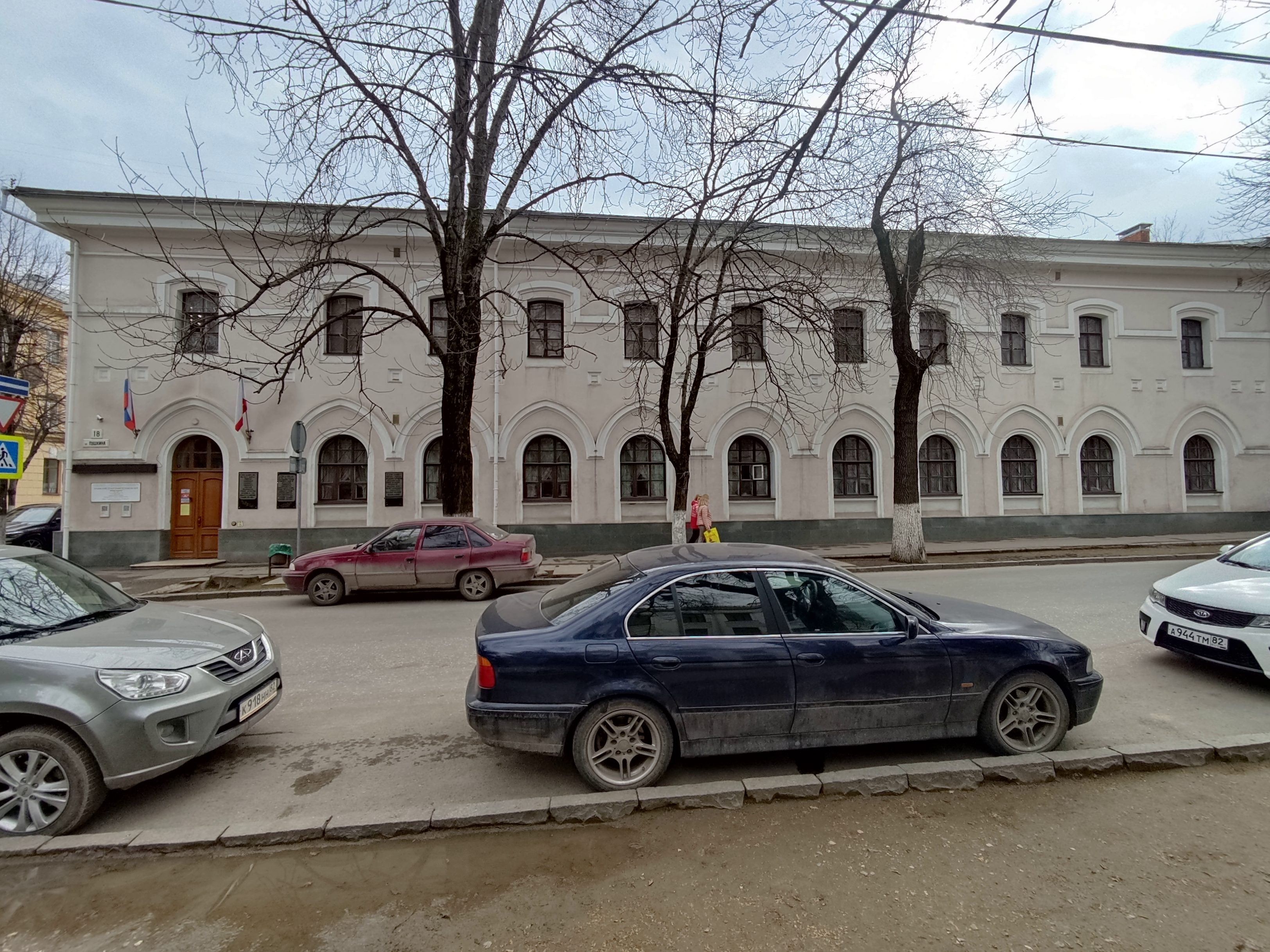
Façade en 2022.

De 1927 à 1988, l'édifice de l'ancien foyer a abrité le musée d'histoire locale de Simféropol, aujourd'hui musée central de Tauride. Pendant la Grande Guerre patriotique, une partie des collections est détruite ou dérobée. 
Aujourd'hui, ce musée est le plus important dans ce domaine en Crimée, non seulement pour sa collection, ses conférences, l'organisation de recherches et de travaux scientifiques en matière d'histoire ethnologique et d'ethnographie de la Crimée, mais aussi pour sa collaboration avec diverses organisations culturelles.

## Collection

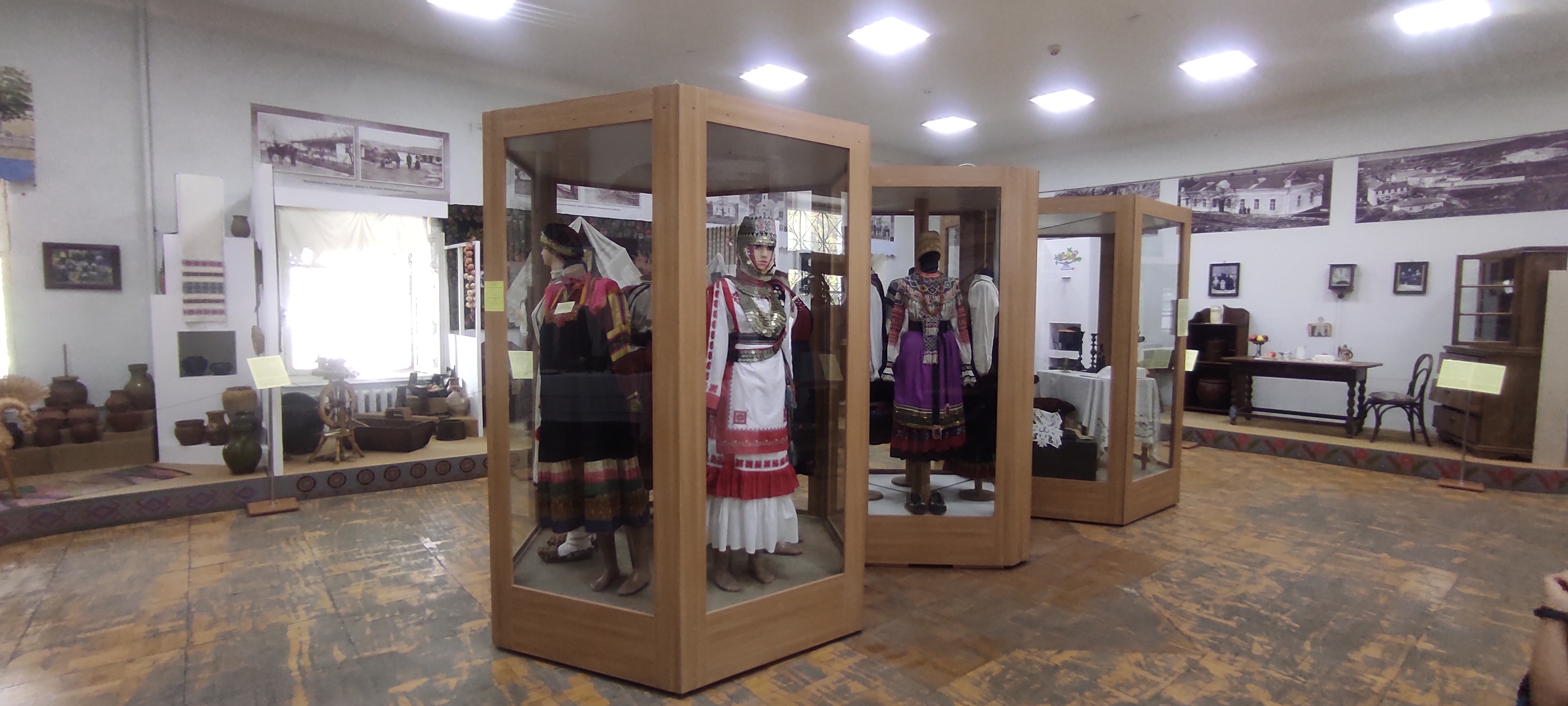
Une des salles du musée.

Cette collection unique en son genre possède plus de treize mille pièces, dont de la poterie antique, des ustensiles et des vêtements des différents peuples qui vivaient dans la péninsule. Le fond comprend aussi des livres rares du XIXe siècle. Les expositions thématiques et l'exposition permanente montrent aussi des photographies du milieu du XIXe siècle au XXe siècle, qui décrivent les façons de vivre des différents groupes ethniques de ces époques en Crimée. 
En 2019, les collections sont disposées de manière thématique:
- La mosaïque des cultures de Crimée
- Le cercueil criméen
- Le musée de la broderie Véra Roïk
- Le samovar russe. Les traditions du thé

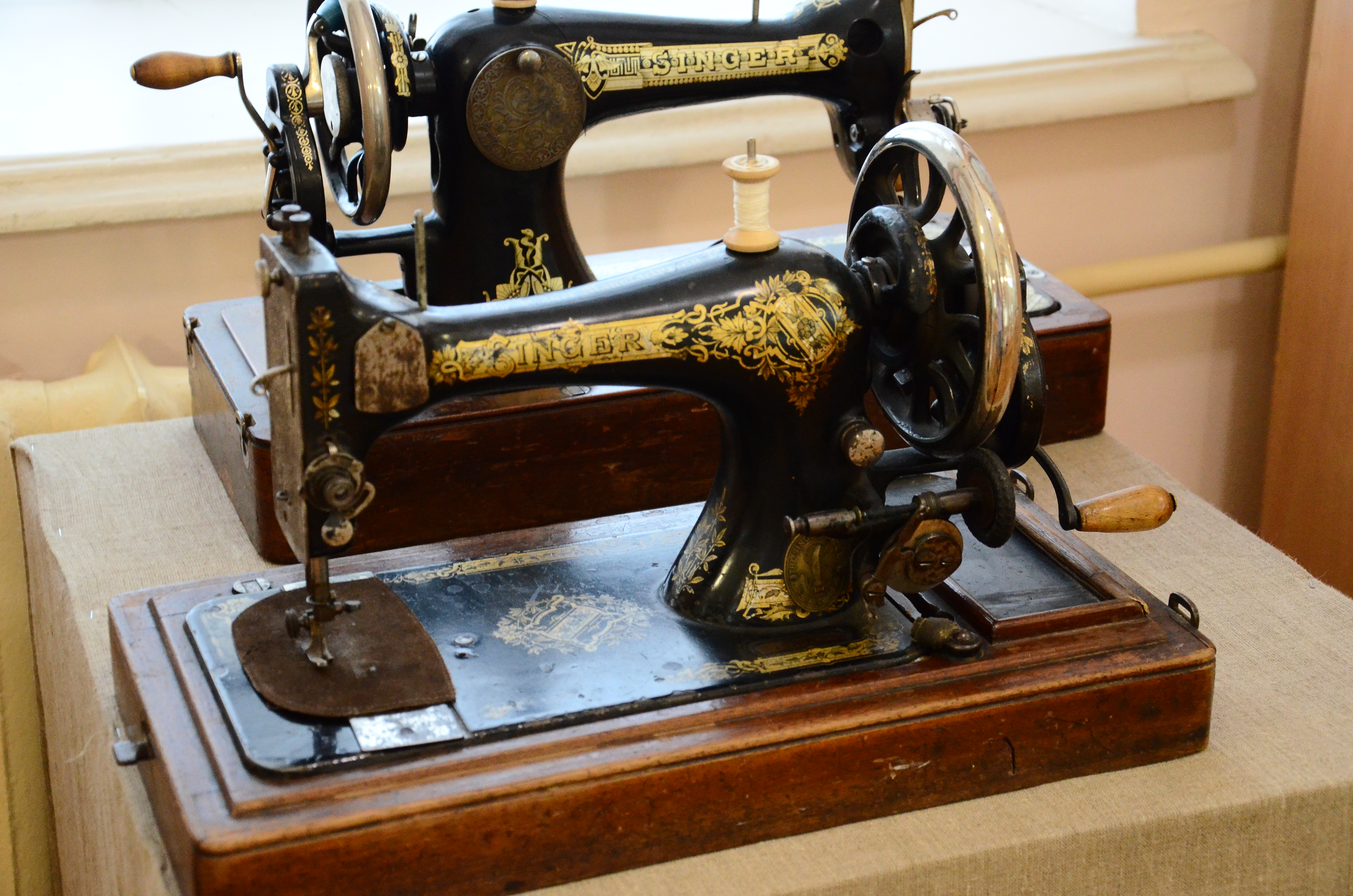
Machines à coudre Singer.
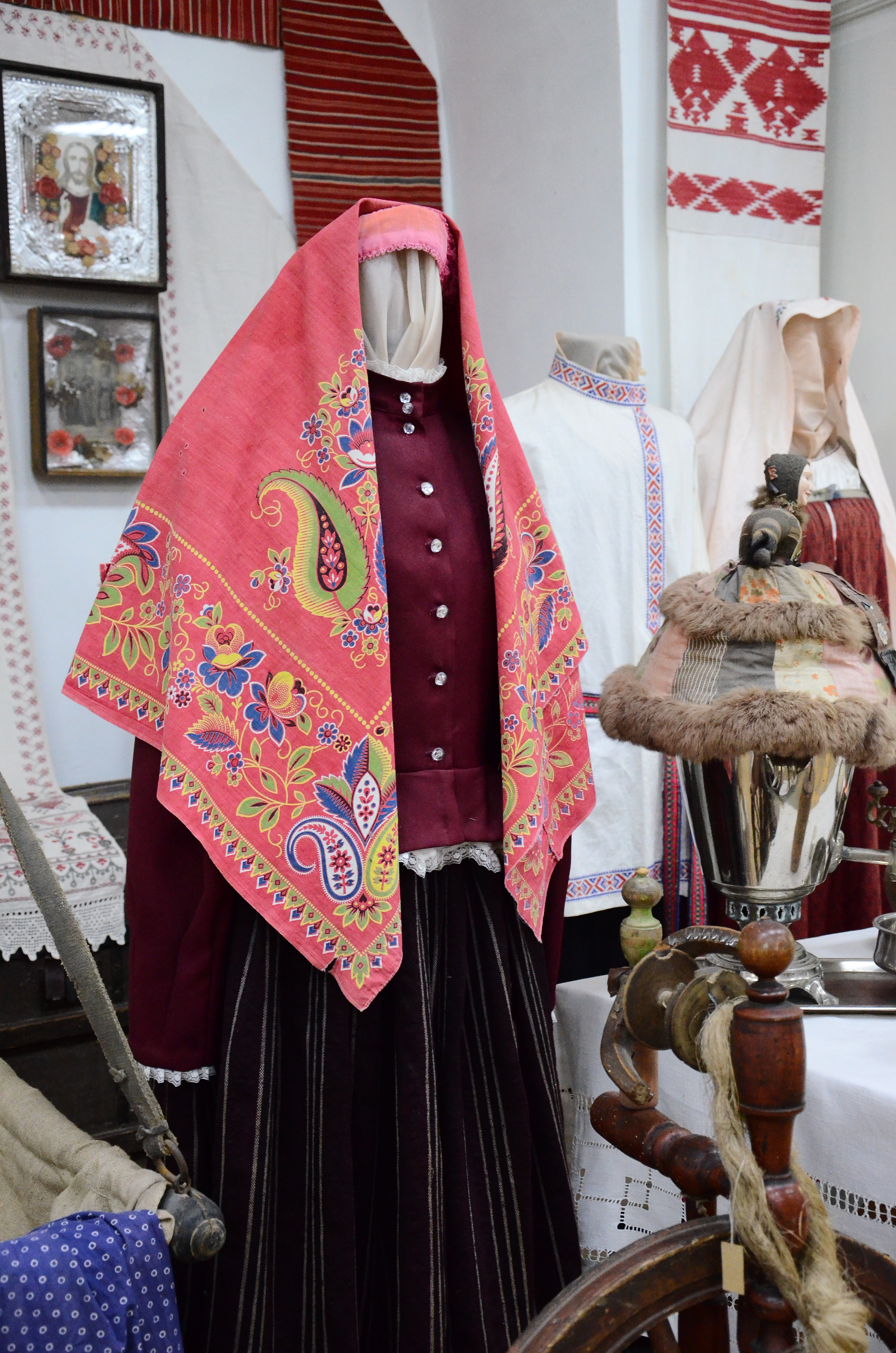
Aperçu du musée.
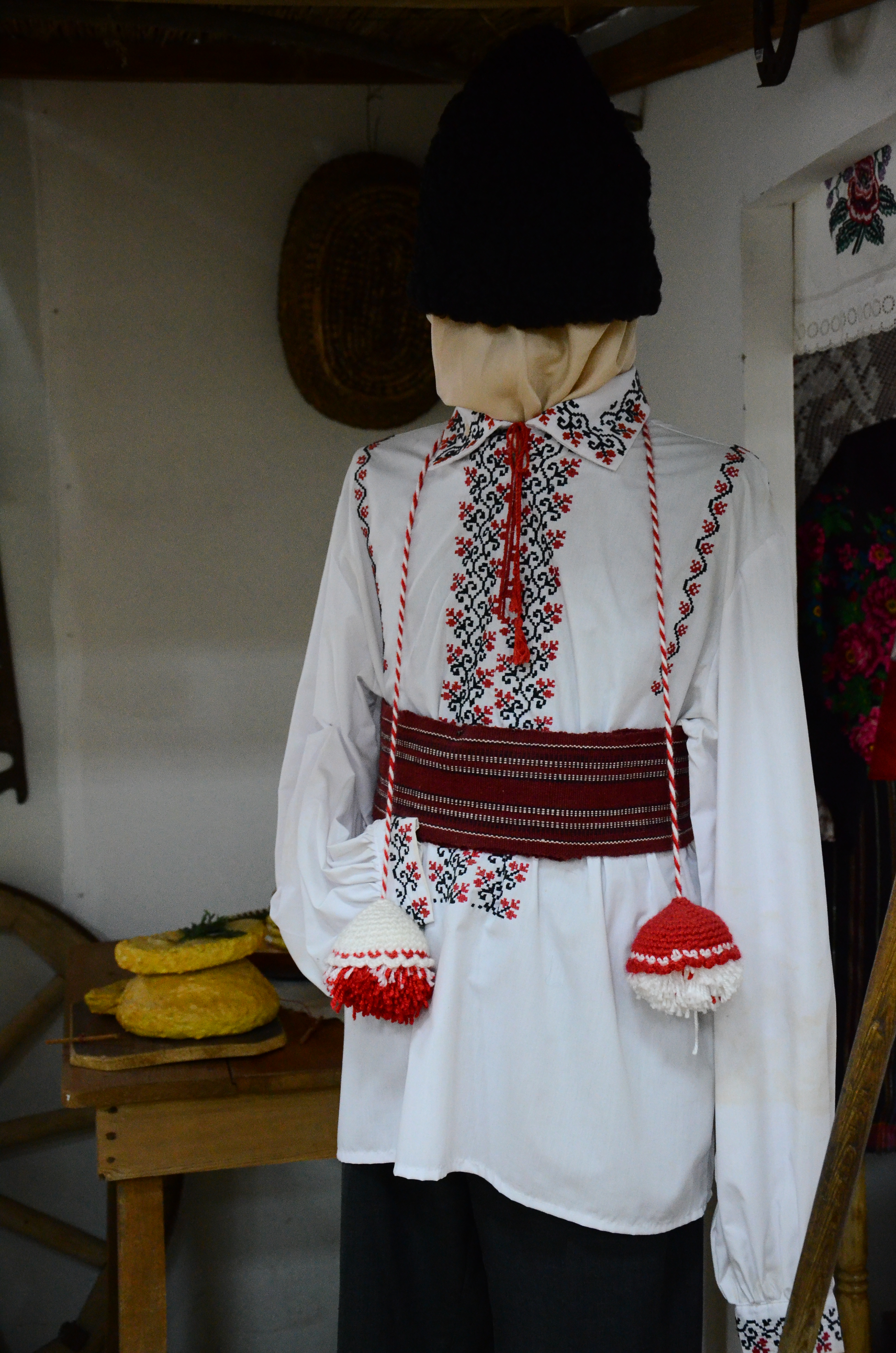
Costume masculin.
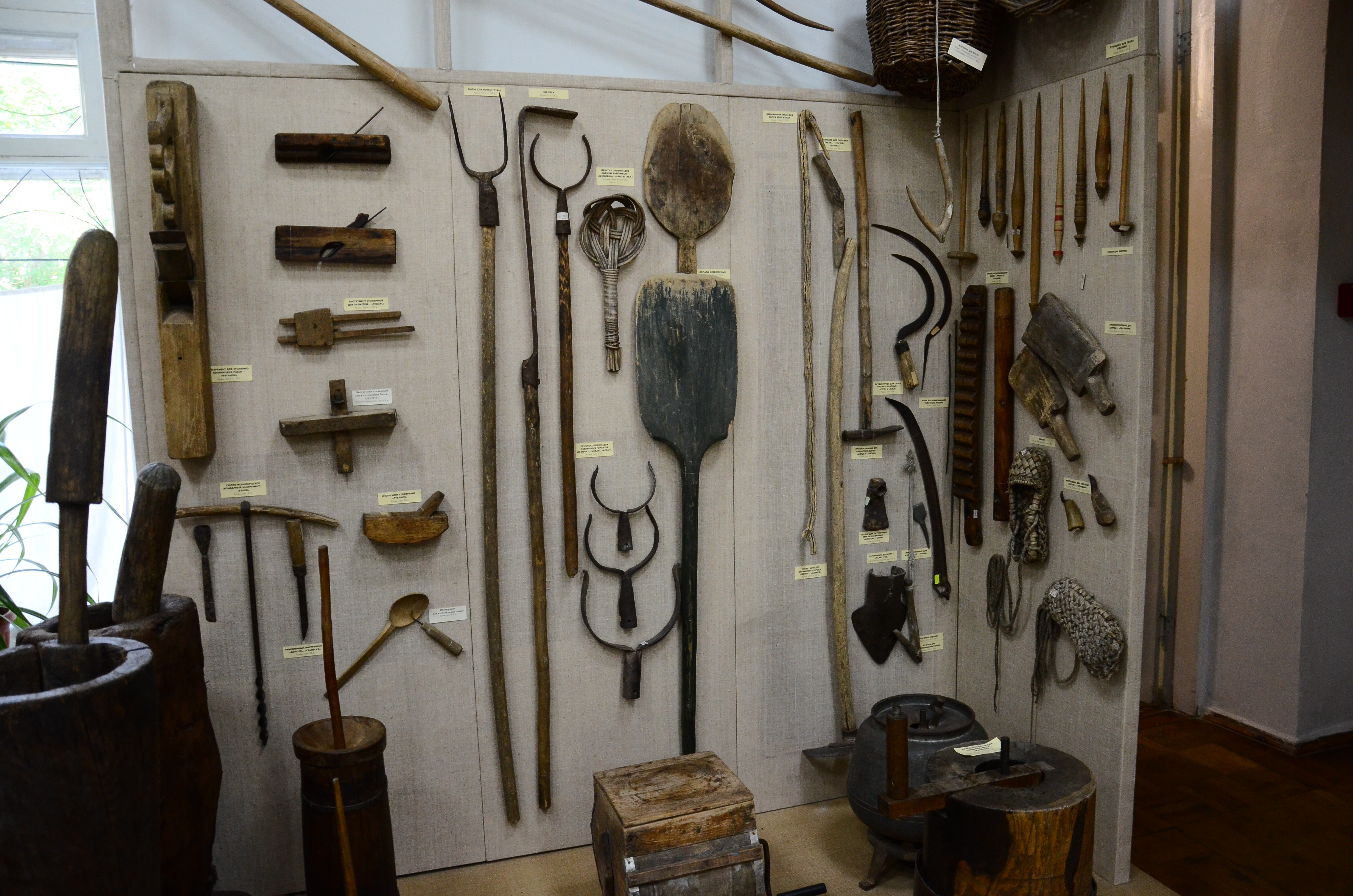
Instruments agricoles.

## Bibliographie

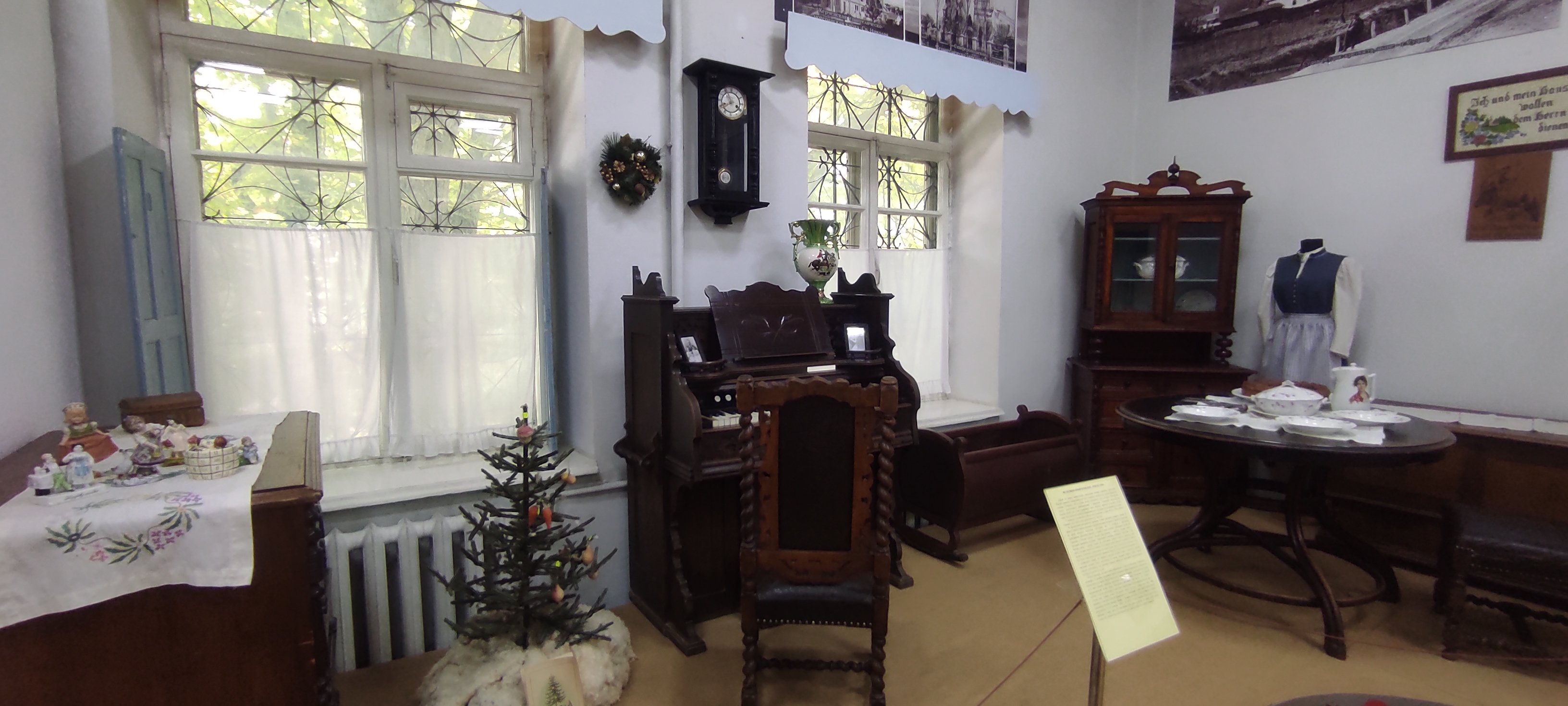
Intérieur d'un foyer d'Allemands de Crimée du début du XXe siècle.